# スクランブル (2017年の映画)
『スクランブル』（原題: Overdrive）は、2017年のクライムアクション映画。フランスとアメリカ合衆国の共同製作。

## あらすじ
高級クラシックカー専門の強盗団であるアンドリューとギャレットのフォスター兄弟はオークションで4100万ドルで落札された世界で2台しかない、ブガッティ・タイプ57SC アトランティーク・クーペを盗み出すも、なんとその持ち主はマルセイユの大物ギャングであり、更にカーコレクターでもある、ジャコモ・モリエールであった。
危うく命を奪われかけるも、フォスター兄弟は機転を利かしてある一つの提案をする。それは西ベルリンの名家の3代目、マックス・クレンプが保有するフェラーリ・250GTOを盗み出し、それをコレクションに加えてやるという約束。
一週間という僅かな期限を与えられた二人は、アンドリューの恋人であり、同じチームであるステファニーのコネを使い、仲間を集め、フェラーリ・250GTOを盗み出す計画を立てて行く。

## キャスト
※括弧内は日本語吹替
- アンドリュー・フォスター - スコット・イーストウッド（高橋広樹）

高級車窃盗のプロ。優秀な頭脳派。しかし、足を洗うことを考える。
- ギャレット・フォスター - フレディ・ソープ（佐々木啓夫）

アンドリューの弟。メカニック担当。おしゃべりで一言多い。
- ステファニー - アナ・デ・アルマス（松井茜）

ハッカー。アンドリューの恋人。
- デヴィン - ガイア・ワイス（慶長佑香）

スリ。ステファニーの友人。ギャレットに惹かれる。
- ジャコモ・モリエール - シモン・アブカリアン（星野充昭）

マフィア。
- マックス・クレンプ - クレーメンス・シック（英語版）（志村知幸）

大富豪。
- その他 - 堀総士郎、岩城泰司、内野孝聡、蓮岳大、林大地、さかき孝輔、竹内恵美子